# Neusiedl bei Krems
Neusiedl bei Krems ist ein abgekommener Ort in der Stadt Krems an der Donau in Niederösterreich.
Der Ort scheint urkundlich erstmals im Jahr 1280 auf und wurde 1321 im Urbar des Stifts Zwettl mit 24 Höfen und 1346 mit 19 Höfen verzeichnet. Im 16. Jahrhundert verödete der Ort. Er dürfte sich östlich von Krems befunden haben.